# بيل سمارت
بيل سمارت هو عداء مسافات متوسطة كندي، ولد في 5 يونيو 1948 في فانكوفر في كندا.

## وصلات خارجية
- بيل سمارت على موقع أوليمبيديا (الإنجليزية)